# Micro-Cap

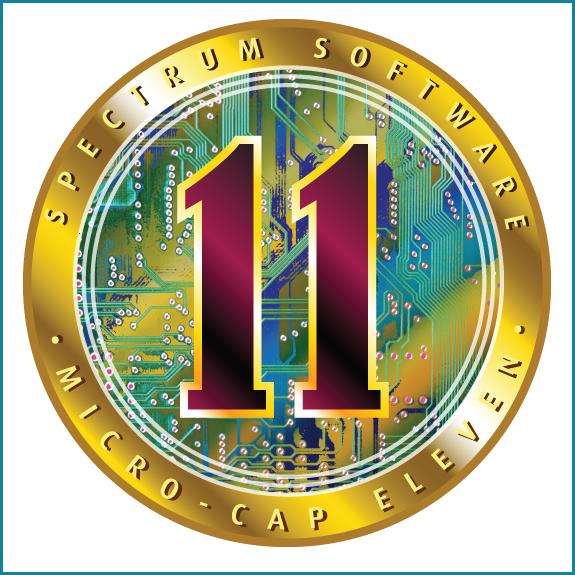

Micro-Cap — SPICE-подібна програма для аналогового і цифрового моделювання електричних та електронних схем з інтегрованим візуальним редактором. Розробляється компанією Spectrum Software. Адаптована до Microsoft Windows-32/64.

## Різновиди
Micro-Cap поширюється в двох варіантах:
- Безкоштовна студентська версія (demo), що має обмеження не більше 50 радіоелементів і не більше 100 вузлів (розмір файлу 19,6 Мбайт);
- Професійна платна версія, яка не має обмежень.

Починаючи з версії Micro-Cap 11, виділяються підваріанти, розраховані на 32-розрядну версію Windows (до 3 гігабайт оперативної пам'яті) і 64-розрядну (до 192 гігабайт).